# Doucy
Doucy era una comuna francesa que estaba situada en el departamento de Saboya, de la región de Auvernia-Ródano-Alpes, que en 1972 se fusionó con las comunas de Celliers, Naves, Notre-Dame-de-Briançon, Petit-Coeur y Pussy, formando la nueva comuna de La Léchère.

## Demografía
| Gráfica de evolución demográfica de Celliers entre 1793 y 1968 |
|                                                                |
| Datos según el nomenclátor publicado por la EHESS/Cassini.     |